# Jackie Zoch
Pour les articles homonymes, voir Zoch.
Jackie Zoch, née le 8 juin 1949 à Madison (Wisconsin), est une sportive américaine pratiquant l'aviron.

## Carrière
Jackie Zoch participe aux Jeux olympiques de 1976 à Montréal. Elle remporte dans l'épreuve de huit la médaille de bronze. 